# دواء لكفالة نمط العيش

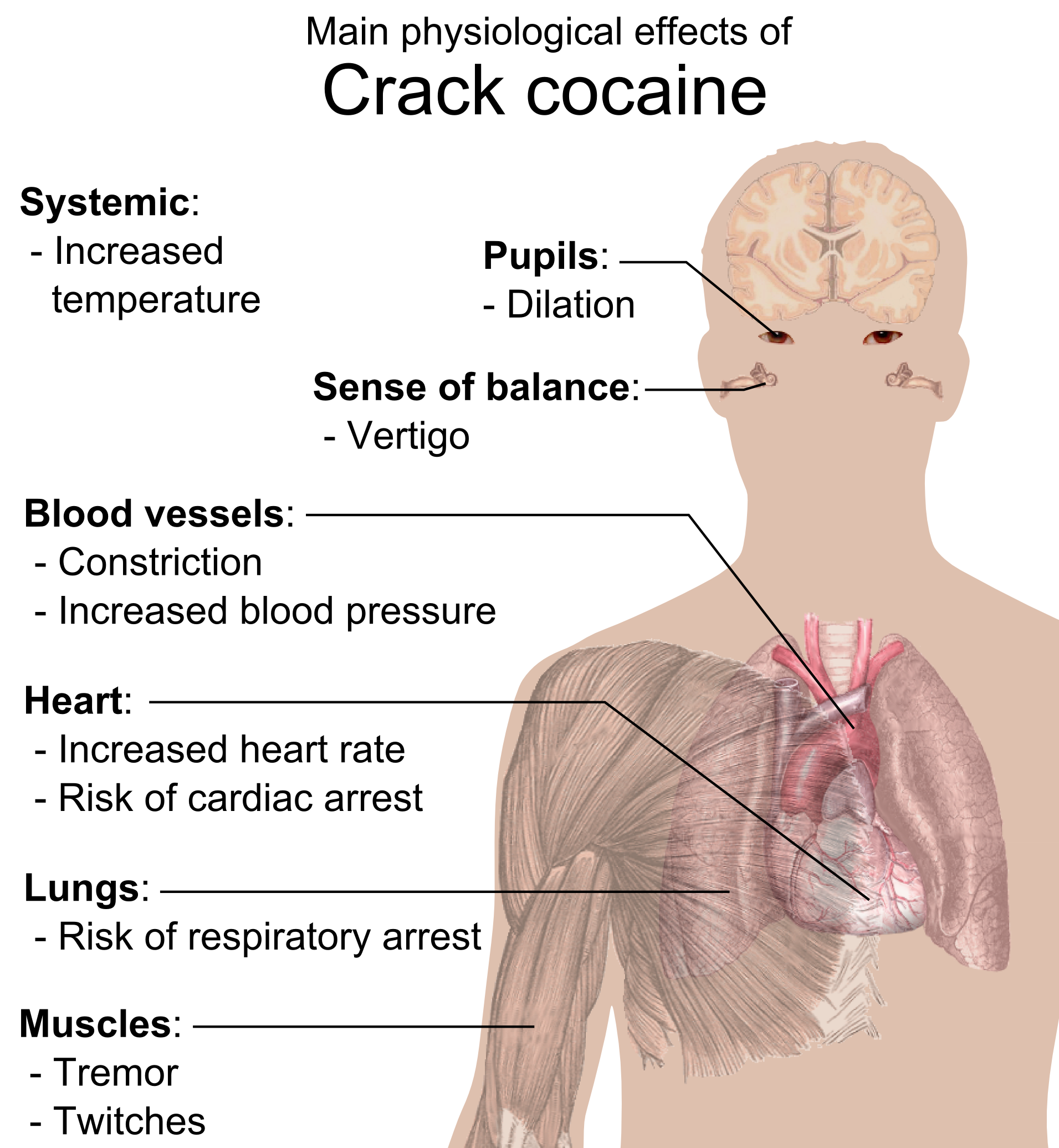

دواء لكفالة نمط العيش (بالإنجليزية: Lifestyle drug)‏ هو مصطلح غير دقيق يطلق عادة على الأدوية التي تعالج الحالات غير المهددة للحياة وغير المؤلمة مثل الصلع أو التجاعيد أو ضعف الانتصاب أو حب الشباب، والتي يعتبرها المتحدث إما أنها ليست مشاكل طبية على الإطلاق أو حالات طبية بسيطة بالنسبة للآخرين. يُقصد به أحيانًا أن يكون تحقيرًا، مما يعني ضمنيًا أن موارد البحث الطبي الشحيحة المخصصة لتطوير مثل هذه الأدوية قد تم إنفاقها بشكل عبثى بينما كان من الأفضل إنفاقها في البحث عن علاجات لحالات طبية أكثر خطورة. ومع ذلك يشير المؤيدون إلى أن تحسين نوعية الحياة الذاتية للمريض كان دائمًا الشغل الشاغل للطب، ويجادلون بأن هذه الأدوية تفعل ذلك بالضبط. كذلك يجد استخدامًا واسعًا في كل من المجلات الإعلامية والعلمية.

## المفهوم والتأثير على المجتمع
هناك تأثير مباشر لعقاقير نمط الحياة على المجتمع -لا سيما في العالم النامى- قد تتنوع الآثار المصاحبة لوضع العلامات على مؤشرات ومبيعات منتجات عقاقير لكفالة نمط العيش هذه، كما يمكن لهذه الأدوية بمرور الوقت التحول من «كفالة نمط العيش» إلى الاستخدام «السائد».

## مناظرة الأخلاقيات الحيوية والسياسة الطبية
على الرغم من عدم وجود تعريف أو معايير دقيقة ومقبولة على نطاق واسع مرتبطة بهذا المصطلح إلا أن هناك الكثير من الجدل في مجالات علم الأدوية وأخلاقيات علم الأحياء حول مدى ملاءمة تطوير مثل هذه الأدوية خاصة بعد الظهور التجاري الأول للفياجرا.
رفض نظام التأمين الصحي للحكومة الألمانية التغطية التأمينية لبعض Lifestyle-Medikament («أدوية كفالة نمط العيش») والتي يعتبرونها زائفة.
يدعى منتقدو شركات الأدوية أن شركات الأدوية تخترع اضطرابات وأمراض جديدة لم يتم التعرف عليها على هذا النحو قبل أن يتم تسويق «علاجاتها» بشكل مربح، مما يؤدي في الواقع إلى مرض ما كان يعتبر على نطاق واسع ظروفًا طبيعية للوجود البشري. ويقال إن العواقب تشمل عمومًا مخاوف أكبر بشأن الصحة، وسوء تخصيص موارد البحوث الطبية المحدودة لحالات بسيطة نسبيًا، بينما تظل العديد من الأمراض الخطيرة بلا علاج. إضفاء الطابع الطبي هذا على بعض عناصر الحالة الإنسانية له أهمية من حيث المبدأ من حيث الخطاب السياسي أو الحوار في المجتمع المدني بشأن القيم أو الأخلاق.